# Weende (Leine)
Die Weende ist ein kleiner Zufluss der Leine in Südniedersachsen. Ihre Quelle, der Weendespring, liegt im Göttinger Stadtteil Weende und ist eine Karstquelle, die auch Teile Göttingens mit Trinkwasser versorgt. Die Weende ist also von Anfang an ein an Wasserführung ansehnlicher Bach. 

## Name
Der Name erscheint als Oikonym erstmals im Jahr 966 als Winide und leitet sich vom altsächsischen Wort Winithi „Wiesen-, Weideplatz“ ab. Der Ortsname wurde auf das Gewässer übertragen.

## Verlauf
Sie windet sich zunächst durch das Weender Altdorf, wo sie streckenweise in zwei Arme geteilt ist, ehe sie durch das ehemalige Klostergelände fließt und schließlich den Ort Weende nordwärts verlässt. Nachdem sie die Bundesstraße 3 unterquert hat, teilt sie sich erneut: ein Arm fließt nach Westen direkt in die Leine, ein weiterer fließt noch einige Kilometer streng begradigt und meist ohne Ufergehölze nordwärts durch die Agrarlandschaft im Leinegraben. Die Weende passiert Bovenden und mündet bei Nörten-Hardenberg-Angerstein endgültig in die Leine.